# Distintivo del feldmaresciallo arciduca Alberto
Il distintivo del feldmaresciallo arciduca Alberto fu una medaglia di benemerenza creata nell'ambito dell'Impero austriaco.

## Storia
Il distintivo venne istituito il 21 maggio 1899 per volere dell'imperatore Francesco Giuseppe d'Asburgo con l'intento di premiare tutti gli ufficiali viventi che si sono trovati a servire la patria in guerra tra le schiere dell'arciduca Alberto Federico Rodolfo d'Austria-Teschen morto nel 1895 dopo aver servito fedelmente l'esercito austriaco per diversi anni ed essersi distinto più volte e valorosamente al comando delle armate imperiali, in particolare sconfiggendo l'esercito piemontese nella battaglia di Custoza. Tra questi si segnalò particolarmente il feldmaresciallo Friedrich von Beck-Rzykowski.

## Insegna
Il distintivo era realizzata in argento ed era di forma ovale, riportante sul diritto due bastoni da maresciallo incrociati tra i quali si trovava l'iniziale "A" (per Alberto), il tutto racchiuso da una corona d'alloro, sovrastata da una corona reale.